# جزيرة سان ميغيل

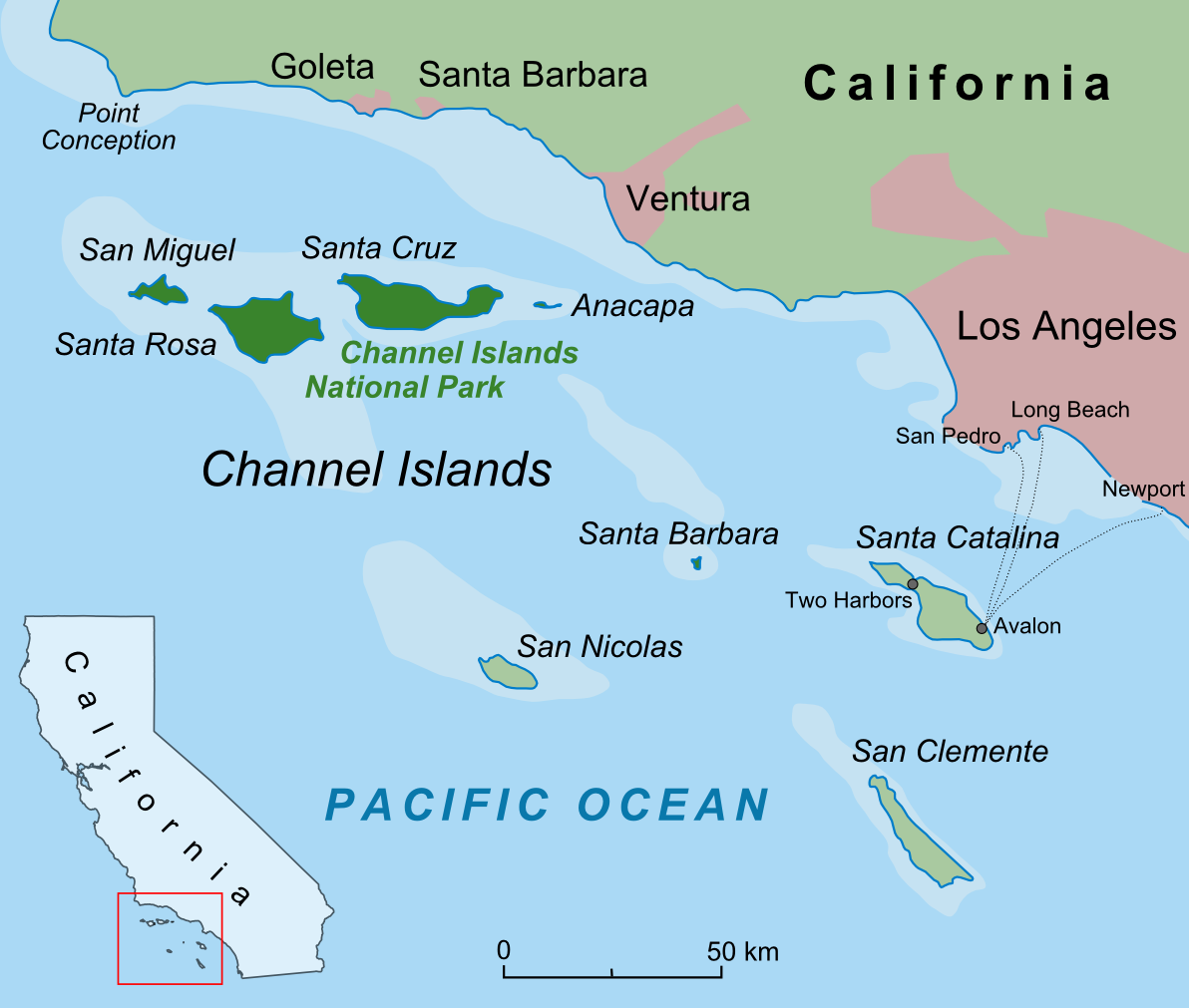
خريطة جزر القناة

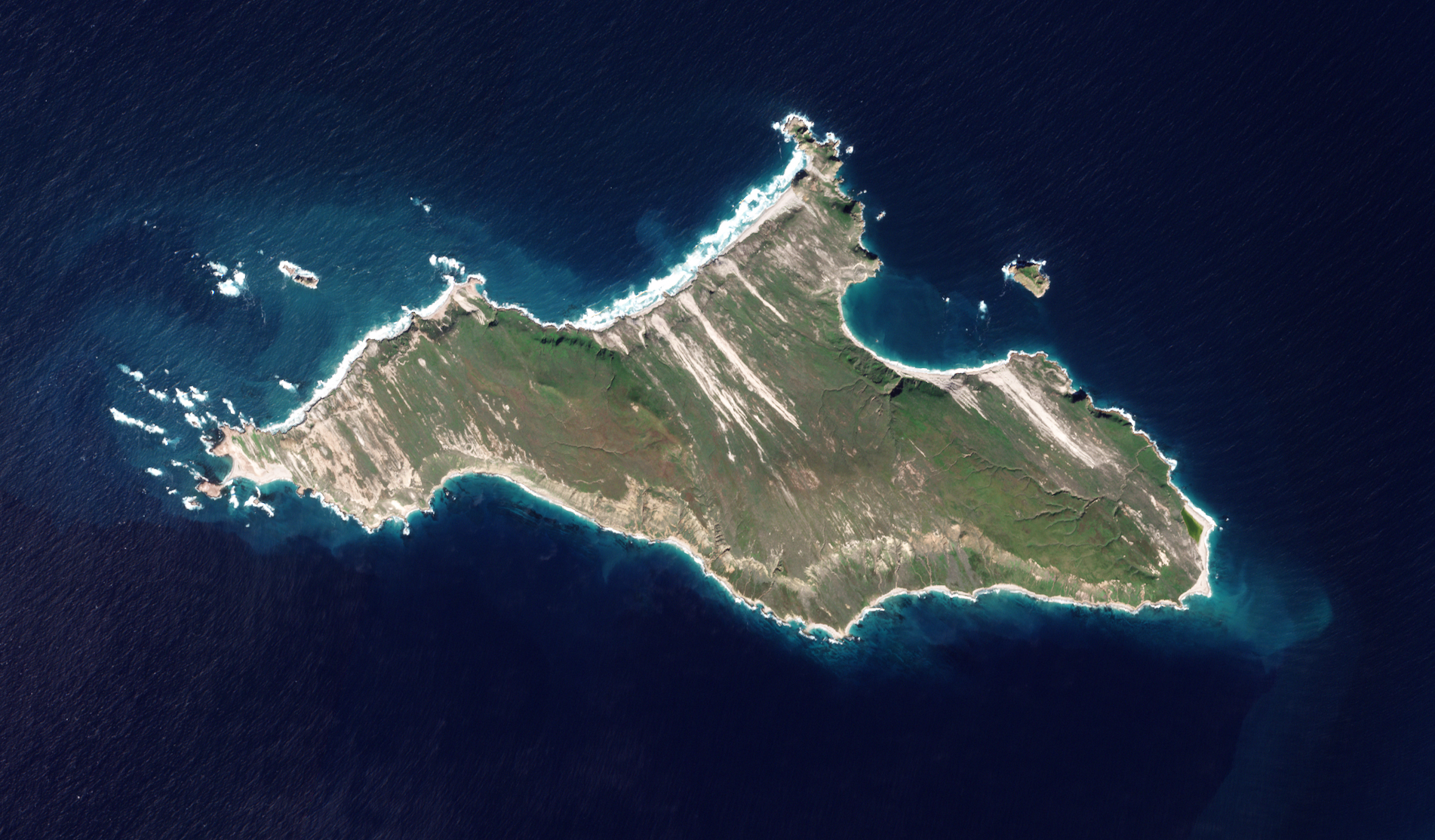
صورة القمر الصناعي

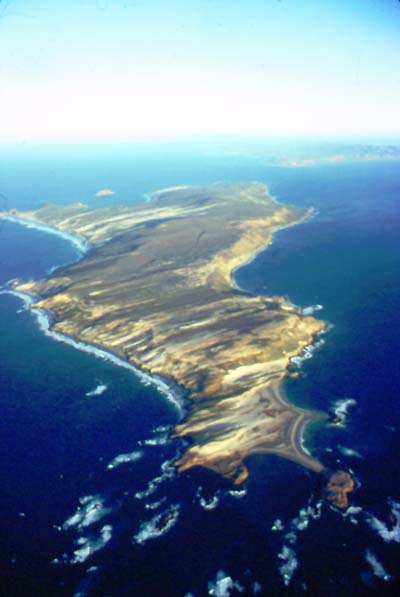
منظر جوي لسان ميغيل

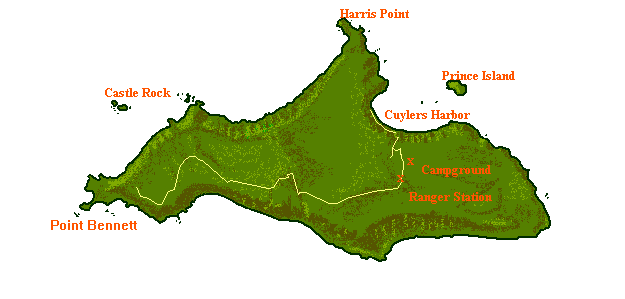
خريطة NPS: جزيرة سان ميغيل

سان ميغيل (تشوماش الجزيرة: توكان) هي جزيرة في أقصى غرب جزر القناة بكاليفورنيا، وتقع عبر قناة سانتا باربرا في المحيط الهادئ، داخل مقاطعة سانتا باربرا، كاليفورنيا. سان ميغيل هي سادس أكبر جزر القنال الثمانية بمساحة 9325 فدانًا (3774 هكتارًا)، بما في ذلك الجزر والصخور البحرية. جزيرة برنس، على بعد 700 م (2300 قدم) قبالة الساحل الشمالي الشرقي، تبلغ مساحتها 35 فدانًا (14 هكتارًا).يبلغ طول الجزيرة في أقصى مدى لها 8 أميال (13 كم) وعرض 3.7 ميل (6.0 كم).

## المناخ
لا تتلقى جزيرة سان ميغيل الحماية من المحيط المفتوح مثل جزر القناة الأخرى. في معظم الأوقات، تهب رياح شمالية غربية قوية عبر الجزيرة. تتجاوز هذه الرياح عادة 25 ميلاً في الساعة (40 كم / ساعة) ويمكن أن تتجاوز 50 ميلاً في الساعة (80 كم / ساعة). غالبًا ما تتوقف الرياح عندما يكون هناك ضغط عالٍ قوي فوق البر الرئيسي.
الضباب الكثيف شائع في الجزيرة، خاصة خلال شهري مايو ويونيو. في الأيام الأكثر دفئًا، سوف يحترق الضباب فقط لتهب الرياح الشمالية الغربية القوية في ضباب إضافي من المحيط المفتوح. في الأيام الضبابية، نادراً ما تتجاوز درجة الحرارة 55 درجة فهرنهايت (13 درجة مئوية). يبلغ معدل هطول الأمطار السنوي حوالي 430 مليمتر (17 بوصة)، معظمها يقع بين شهري نوفمبر ومارس.
| البيانات المناخية لـSan Miguel Island (1981 - 2010) | البيانات المناخية لـSan Miguel Island (1981 - 2010) | البيانات المناخية لـSan Miguel Island (1981 - 2010) | البيانات المناخية لـSan Miguel Island (1981 - 2010) | البيانات المناخية لـSan Miguel Island (1981 - 2010) | البيانات المناخية لـSan Miguel Island (1981 - 2010) | البيانات المناخية لـSan Miguel Island (1981 - 2010) | البيانات المناخية لـSan Miguel Island (1981 - 2010) | البيانات المناخية لـSan Miguel Island (1981 - 2010) | البيانات المناخية لـSan Miguel Island (1981 - 2010) | البيانات المناخية لـSan Miguel Island (1981 - 2010) | البيانات المناخية لـSan Miguel Island (1981 - 2010) | البيانات المناخية لـSan Miguel Island (1981 - 2010) | البيانات المناخية لـSan Miguel Island (1981 - 2010) |
| الشهر                                               | يناير                                               | فبراير                                              | مارس                                                | أبريل                                               | مايو                                                | يونيو                                               | يوليو                                               | أغسطس                                               | سبتمبر                                              | أكتوبر                                              | نوفمبر                                              | ديسمبر                                              | المعدل السنوي                                       |
| --------------------------------------------------- | --------------------------------------------------- | --------------------------------------------------- | --------------------------------------------------- | --------------------------------------------------- | --------------------------------------------------- | --------------------------------------------------- | --------------------------------------------------- | --------------------------------------------------- | --------------------------------------------------- | --------------------------------------------------- | --------------------------------------------------- | --------------------------------------------------- | --------------------------------------------------- |
| متوسط درجة الحرارة الكبرى °ف (°م)                   | 58.8 (14.9)                                         | 58.8 (14.9)                                         | 60.2 (15.7)                                         | 63.9 (17.7)                                         | 63.9 (17.7)                                         | 66.7 (19.3)                                         | 70.6 (21.4)                                         | 70.1 (21.2)                                         | 68.0 (20.0)                                         | 68.0 (20.0)                                         | 62.8 (17.1)                                         | 62.6 (17.0)                                         | 64.5 (18.1)                                         |
| المتوسط اليومي °ف (°م)                              | 54.5 (12.5)                                         | 54.4 (12.4)                                         | 54.1 (12.3)                                         | 56.3 (13.5)                                         | 56.9 (13.8)                                         | 59.7 (15.4)                                         | 62.7 (17.1)                                         | 62.6 (17.0)                                         | 61.5 (16.4)                                         | 61.0 (16.1)                                         | 56.7 (13.7)                                         | 56.7 (13.7)                                         | 58.1 (14.5)                                         |
| متوسط درجة الحرارة الصغرى °ف (°م)                   | 50.2 (10.1)                                         | 50.0 (10.0)                                         | 47.9 (8.8)                                          | 48.7 (9.3)                                          | 49.8 (9.9)                                          | 52.6 (11.4)                                         | 54.7 (12.6)                                         | 55.1 (12.8)                                         | 54.9 (12.7)                                         | 53.9 (12.2)                                         | 50.5 (10.3)                                         | 50.7 (10.4)                                         | 51.6 (10.9)                                         |
| معدل هطول الأمطار إنش (مم)                          | 2.33 (59)                                           | 6.63 (168)                                          | 2.03 (52)                                           | 2.20 (56)                                           | 0.19 (4.8)                                          | 0.06 (1.5)                                          | 0.11 (2.8)                                          | 0.08 (2.0)                                          | 0.09 (2.3)                                          | 0.41 (10)                                           | 0.24 (6.1)                                          | 1.69 (43)                                           | 16.06 (407.5)                                       |
| المصدر:                                             |                                                     |                                                     |                                                     |                                                     |                                                     |                                                     |                                                     |                                                     |                                                     |                                                     |                                                     |                                                     |                                                     |

## في الثقافة الشعبية
صورت أجزاء من فيلم عام 1935 تمرد على المكافأة في الجزيرة. :46
عرضت مجلة لايف «حكم» عائلة ليستر على الجزيرة في إحدى صور الثلاثينيات.
رواية سان ميغيل لعام 2012 من تي سي بويل هي تصور خيالي لكل من وقت ووترز وليسترز على الجزيرة.